# Stazione di Vallo della Lucania-Castelnuovo
Stazione di Vallo della Lucania-Castelnuovo vasútállomás Olaszországban, mely Vallo della Lucania és Castelnuovo Cilento településeket szolgálja ki.

## Vasútvonalak
Az állomást az alábbi vasútvonalak érintik:
- Battipaglia–Reggio di Calabria-vasútvonal

## Kapcsolódó állomások
A vasútállomáshoz az alábbi állomások vannak a legközelebb:
- Stazione di Ascea
- Stazione di Omignano-Salento